# 天主教帕林廷斯教区
天主教帕林廷斯教區（拉丁語：Dioecesis Parintinensis）是巴西一個羅馬天主教教區，屬馬瑙斯總教區。
1955年7月12日設自治監督區，1980年10月30日升為教區。
教區位於亞馬遜州東部，2012年有教友124,900人（佔轄區總人口67.6%）、八個堂區、十四名司鐸。現任教區主教為尤利安·弗里傑尼。